# Медисон (Северна Каролина)
Медисон (енгл. Madison) град је у америчкој савезној држави Северна Каролина.

## Демографија
По попису из 2010. године број становника је 2.246, што је 16 (-0,7%) становника мање него 2000. године.
| Група             | 2000.         | 2010.         |
| Белци             | 1.385 (61,2%) | 1.406 (62,6%) |
| Афроамериканци    | 804 (35,5%)   | 655 (29,2%)   |
| Азијати           | 8 (0,4%)      | 3 (0,1%)      |
| Хиспаноамериканци | 32 (1,4%)     | 115 (5,1%)    |
| Укупно            | 2.262         | 2.246         |